# Köp bryter legostämma
Köp bryter legostämma (eller köp bryter lega) är ett uttryck för, den i svensk rätt hävdavunna, principen att vid köp av egendom kommer nyttjanderättsavtal att upphöra. Principen är emellertid försedd med åtskilliga undantag beträffande fast egendom, till exempel vid arrende. Men för lös egendom tillämpas principen oftast. Legostämma är en äldre beteckning på hyresavtal.
Principen köp bryter legostämma kom under den senare delen av medeltiden till Europa som även annan romersk rätt.
Principen återspeglar det romerska juridiska systemet, där äganderätten sågs som en metafysisk makt över egendomen som inte kunde belastas av begränsade rättigheter till men för ägaren, men även de sociala förhållandena i det romerska samhället. Men då de sociala förhållandena i Europa var annorlunda uppstod olika problem, varför principen sedan mitten av 1700-talet har ersatts med andra regler eller undantag av olika slag gjorts i de flesta länder.
I Sverige ledde köp bryter legostämma, då det tillämpades på fast egendom, till att det inte var lönt för en arrendator att syssla med någon form av underhåll, eller annat som gav resultat först i framtiden, vilket var kontraproduktivt.
Då nyttjanderätter får en allt större betydelse i samhället, kan de tidigare skälen för att neka sakrättsligt skydd för nyttjanderätter till lös egendom och immaterialrätter (vilka vara att de var av litet värde i kombination med att hyra betalades i efterskott) inte längre anses vara lika starka.